# Akustik Gitarre
Akustik Gitarre ist ein deutschsprachiges Fachmagazin für Themen um die akustische Gitarre.

## Geschichte
Die Zeitschrift wurde 1994 von Heinz Rebellius als Herausgeber im Auftrag des Musikalienhändlers Musik Produktiv gegründet. Die erste Ausgabe erschien im Dezember 1994, bis zur Umstellung auf einen zweimonatlichen Erscheinungsrhythmus ab 1997 gab es eine Ausgabe pro Quartal.  Den Anstoß zu diesem Projekt lieferten Eric Claptons Unplugged-Konzerte, die über MTV weltweit im Fernsehen zu empfangen waren. Der dadurch  wieder ausgelöste Boom des Instruments hatte das Ende der für die Akustikgitarre verheerenden 1980er Jahre besiegelt. 1996 wurde das Magazin von dem Fingerstyle-Gitarristen und Komponisten Peter Finger und dessen Verlag und Plattenlabel Acoustic Music Records als Herausgeber übernommen.

## Redaktion und Verlag
Die inhaltlichen Beiträge stammen von freien Mitarbeitern aus dem Bundesgebiet, die meist selbst aktive Musiker sind. Zu den ständigen Mitarbeitern und Autoren von Workshops gehören neben Peter Finger auch Ulli Bögershausen, Peter Autschbach, Michael Lohr, Ahmed El-Salamouny, Ralf Bauer, Franz Holtmann, Jens Hausmann, Wieland Ulrichs, Hans Westermeier, Andreas Schifferdecker, Johannes Tonio Kreusch und viele andere. Ergänzt wird diese inhaltliche Basis auch durch Beiträge prominenter Autoren und Workshops namhafter Musiker. Bis zum Jahre 2005 lag die redaktionelle Verantwortung bei dem Gitarristen Gregor Hilden. Danach wurde die Chefredaktion von dem Journalisten Stefan Woldach und dem Gitarristen Andreas Schulz übernommen.

## Inhalte
Die Zeitschrift erscheint alle zwei Monate und beschäftigt sich mit neuen Instrumenten, Gitarrenverstärkern und Neuigkeiten auf dem Zubehörmarkt für Akustikgitarristen. Es gibt Besprechung von Büchern, Ton- und Bildträgern im Bereich der akustischen Gitarre. Weiterhin erschienen Künstlerporträts und Interviews mit den Gitarristen und Songwritern  Tommy Emmanuel, Al Di Meola, Jackson Browne, Suzanne Vega, Paco de Lucía, Paul Simon, die zumeist begleitet werden von einem Workshop, der Musik des vorgestellten Künstlers zum Nachspielen bietet, aufbereitet in Noten und Gitarren-Tabulatur mit kommentierendem Kurzartikel. Außerdem gibt es Instrumenten- und Zubehörtests. Der Workshop-Teil des Hefts widmet sich verschiedenen Stilen der akustischen Gitarrenmusik wie Popmusik, Rockmusik, Jazz, Blues, Folk, Celtic, Weltmusik, Bluegrass, Latin und Fingerstyle. Tour-Termine sowie Daten zu Festivals und Gitarren-Workshops sind ebenfalls zu finden.  Namhafte Konzerte, Festivals und Tourneen kooperieren mit der Akustik Gitarre (siehe Rubrik: „Akustik Gitarre präsentiert“).

## CD, Multimedia
Parallel zur Print-Ausgabe der Akustik Gitarre bietet der Verlag eine CD. Auf dieser CD finden sich bis zu zehn  originale Songs als „Bonus-Tracks“ der jeweils vorgestellten Künstler der Rezensionstrecke und der Storys. Außerdem sind Workshops und Instrumententest zum  Nachhören auf der CD vertreten.